# 新西爾基 (利沃夫區)
49°34′52″N 24°44′38″E / 49.58111°N 24.74389°E
新西爾基（烏克蘭語：Новосілки）是位於烏克蘭西部的村莊，由利沃夫州利沃夫區的佩列梅什利亞內市鎮負責管轄。該村始建於1600年，面積2.79平方公里，海拔高度347米，2001年人口438。